# Granja la Fumada
La Granja la Fumada és una obra de la Pobla de Cérvoles (Garrigues) inclosa a l'Inventari del Patrimoni Arquitectònic de Catalunya.

## Descripció
És un edifici actualment en força mal estat, de tipus agrícola, pràcticament abandonat. Es coneix amb el nom de Mas de La Fumada,i en conservem la construcció principal, estructurada en planta baixa i dos pisos superiors, amb coberta a dues aigües. A la façana en destaca el portal adovellat, a la part superior central té una fornícula, tal vegada per posar-hi una imatge devocional. L'interior conserva part de les dependències de l'habitatge, una llar de foc o la cuina, però tot molt malmès. Annex a aquest edifici hi ha restes del corral i una altra edificació més petita.

## Història
El conjunt, conegut amb el nom de Granja de la Fumada, era un complex d'habitatges del qual tan sols en resta un, tots dedicats al conreu del camp. Està situada vora del riu Set.
En tenim notícies documentals del 13 de setembre de 1178, quan Ramon Potelles feu cessió a Poblet del lloc de la Coma la Fumada. El monestir el convertí en granja. El 8 de març de 1214, el monestir ven el complex a Guillem II de Cervera i a la seva muller, Elvira, qui cinc dies més tard el donà al monestir.